# Schlaft nicht daheim
Schlaft nicht daheim ist ein Essayfilm des Fernsehens der DDR von Peter Vogel aus dem Jahr 1988 nach Erinnerungen von Fred Abraham Manela.

## Handlung
Nach 14 Stunden Flug trifft Fred Abraham Manela aus Oregon in Deutschland ein und wird von Eberhard Görner am Flughafen abgeholt, um einen gemeinsam  geplanten Dokumentarfilm zu realisieren. Deshalb fahren sie zum Jüdischen Friedhof in Berlin-Weißensee, wo Fred Manela erzählt, was am Nachmittag des  9. November 1938 geschah. Doch erst führt ihn sein Weg zu den dort beigesetzten Freunden und Bekannten, um diese zu besuchen und zu küssen. Dabei denkt er auch an seine Freundin Lydia, die im Frühjahr 1939 auf der gemeinsamen Flucht an der belgischen Grenze erschossen worden war. Dann wandern seine Gedanken zurück und er erinnert sich daran, dass mehrere Mitglieder ihrer Widerstandsgruppe sich Gartenwerkzeuge, wie Spaten, Harken und Schaufeln, besorgt hatten und mit der Straßenbahn zum Friedhof gefahren sind. Siegbert Rotholz wies Fred darauf hin, auf dem Friedhof keine sentimentalen Gedanken zu haben, denn sie haben dort eine Aufgabe zu erfüllen. Hinter dem Eingangstor wies ihm Lothar Salinger den Weg zur verabredeten Grabstelle, dem Aschrott-Mausoleum. Alle waren gekommen und während einer von ihnen als Wache mit der Harke den Weg bearbeitete, verschwanden die anderen in der Grabstätte, wo die Aufgaben verteilt wurden. 
Das selbstgestellte Ziel war, jüdische Mitbürger vor dem zu erwartenden Pogrom zu warnen. Dazu hatte bereits im Vorfeld Siegbert Rotholz eine Telefonleitung gelegt und holte jetzt, nachdem sie sich im oberen Teil des Mausoleums versteckt hatten, ein Telefon aus einem kleinen Koffer. Als er den Draht am Telefon angeschlossen hatte, drehte er an der Kurbel und sprach in die kleine schwarze Muschel immer wieder die Worte „Du darfst nicht zu Hause schlafen“ und dann drehte er erneut an der Kurbel. Inzwischen war die SA aktiv und begann mit den Angriffen auf Synagogen, jüdische Geschäfte und mit der Jagd auf jüdische Menschen. Fred, von den Freunden auch Floh genannt, wurde mit seinem Fahrrad als Kurier nach Berlin-Mitte in das Scheunenviertel geschickt. Hier begannen bereits die Synagogen zu brennen, die jüdischen Geschäfte wurden geplündert und zerstört, ohne dass die Staatsmacht sich einmischte. An diesem Tag verloren 36 Menschen ihr Leben, weitere 36 Menschen wurden schwer verletzt, 267 Gotteshäuser wurden in Brand gesetzt und 7.500 Geschäfte und Warenhäuser geplündert. Trotz der Warnung der Gruppe Baum und anderer wurden an diesem Tag über 30.000 deutsche Juden in sogenannte Schutzhaft genommen und zum Teil in die bereits bestehenden Konzentrationslager gebracht.

## Produktion und Veröffentlichung
Schlaft nicht daheim wurde auf ORWO-Color, mit mehreren historischen Schwarzweiß-Sequenzen,  im Auftrag des Fernsehens der DDR gedreht. Der Autor des Films war Eberhard Görner.
Auf dem Jüdischen Friedhof in Berlin-Weißensee fand 1938 vor der Pogromnacht eine Aktion der Jüdischen Widerstandsgruppe Herbert Baum statt, die weitgehend unbekannt blieb. Erst im Jahr 1985, als der Autor Eberhard Görner für einen Dokumentarfilm über den jüdischen Widerstand in Berlin während des Nationalsozialismus recherchierte, wurde er von der Tochter des hingerichteten Widerstandskämpfers Rudolf Reichwein mit Fred Abraham Manela aus Eugene (Oregon) in den Vereinigten Staaten, während dessen ersten Besuch nach seiner Flucht aus Deutschland 1939, bekannt gemacht. Im November 1986 erarbeiteten beide gemeinsam in Eugene das Drehbuch zum Film.
Die erste Ausstrahlung erfolgte aus Anlass des 50. Jahrestages der Pogromnacht 1938 am 25. Oktober 1988 im 1. Programm des Fernsehens der DDR. Noch im gleichen Jahr wurde dieser Film in der Bundesrepublik Deutschland, beim Fernsehfestival „Goldenes Prag“ und  in den USA in mehreren Kino- und Videosälen gezeigt.